# Atletica leggera paralimpica ai IV Giochi della Francofonia
Le competizioni di atletica leggera paralimpica dei IV Giochi della Francofonia si sono svolte nel luglio 2001 al Terry Fox Stadium di Ottawa, in Canada.

## Podi

### Uomini
| Specialità                 | Oro        | Prestazione | Argento     | Prestazione | Bronzo          | Prestazione |
| 1500 metri sedia a rotelle | Jeff Adams | 3'24"25     | Kelly Smith | 3'24"88     | Pierre Fairbank | 3'25"24     |

### Donne
| Specialità                | Oro                | Prestazione | Argento   | Prestazione | Bronzo         | Prestazione |
| 800 metri sedia a rotelle | Chantal Petitclerc | 2'07"93     | Diane Roy | 2'17"48     | Denise Fortier | 2'32"38     |

## Medagliere
| Posiz. | Nazione | Oro | Argento | Bronzo | Totale |
| ------ | ------- | --- | ------- | ------ | ------ |
| 1      | Canada  | 1   | 2       | 1      | 4      |
| 2      | Québec  | 1   | 0       | 0      | 1      |
| 3      | Francia | 0   | 0       | 1      | 1      |
| Totale | Totale  | 2   | 2       | 2      | 6      |